# 吉村圭司 (競馬)
吉村 圭司（よしむら けいじ、1972年5月31日 - ）は、日本中央競馬会(JRA)・栗東トレーニングセンターに所属する調教師。熊本県出身。

## 来歴
父は荒尾競馬の元調教師で、競馬が身近にある環境で育つ。中学卒業時に競馬学校の騎手課程に合格したが、体重調整に失敗して入学辞退を余儀なくされた。その後は地方競馬の厩務員登録を行い、父の厩舎で持ち乗り厩務員として働く傍ら、荒尾市内の定時制高校に4年間通った。高校卒業後は北海道の坂東牧場に約1年半勤務する。
1996年1月にJRA競馬学校厩務員課程に入学。同年7月から栗東・飯田明弘厩舎の厩務員となり、同年12月からは調教助手を務めた。2004年3月からは栗東・池江泰寿厩舎の調教助手となる。池江厩舎時代にはドリームジャーニー・オルフェーヴル兄弟の調教に携わる。2010年12月に調教師試験に合格し。合格後は1年間池江厩舎に技術調教師として所属し、オルフェーヴルの三冠達成を目の当たりにする。2012年3月に厩舎を開業し、3月24日の阪神1Rを池江厩舎から譲り受けたポップアイコンで勝利し、JRA初勝利を挙げる。
2015年のフィリーズレビューをクイーンズリングで勝利し、重賞初制覇。同馬は2016年のエリザベス女王杯も制し、厩舎に初のGI制覇の栄冠をもたらした。

## 調教師成績

### 概要
|            | 日付           | 競馬場・開催   | 競走名               | 馬名               | 頭数 | 人気 | 着順 |
| ---------- | -------------- | -------------- | -------------------- | ------------------ | ---- | ---- | ---- |
| 初出走     | 2012年3月10日  | 1回阪神5日7R   | 4歳上500万下         | ペプチドサファイア | 16頭 | 15   | 15着 |
| 初勝利     | 2012年3月24日  | 2回阪神1日1R   | 3歳未勝利            | ポップアイコン     | 16頭 | 1    | 1着  |
| 重賞初出走 | 2012年7月8日   | 2回中京4日11R  | プロキオンステークス | インオラリオ       | 16頭 | 5    | 12着 |
| 重賞初勝利 | 2015年3月15日  | 1回阪神6日11R  | フィリーズレビュー   | クイーンズリング   | 18   | 1    | 1着  |
| GI初出走   | 2013年5月26日  | 2回東京12日10R | 東京優駿             | ペプチドアマゾン   | 18頭 | 13   | 4着  |
| GI初勝利   | 2016年11月13日 | 5回京都4日11R  | エリザベス女王杯     | クイーンズリング   | 15頭 | 3    | 1着  |

### 年度別成績
吉村圭司の年度別成績（netkeiba.com）を参照

## 主な管理馬
※括弧内は当該馬の優勝重賞競走、太字はGI級競走。
- クイーンズリング（2015年フィリーズレビュー、2016年京都牝馬ステークス、府中牝馬ステークス、エリザベス女王杯）
- ダッシングブレイズ（2017年エプソムカップ）
- エアアンセム（2018年函館記念）
- オオバンブルマイ（2022年京王杯2歳ステークス、2023年アーリントンカップ、ゴールデンイーグル）[6]
- ハヤブサナンデクン（2023年マーチステークス）[7]
- オフトレイル （2024年ラジオNIKKEI賞）
- エイシンフェンサー（2025年シルクロードステークス）